# Monika Sosnowska
Monika Sosnowska (* 1972 in Ryki, Polen) ist eine polnische Bildhauerin und Installations-Künstlerin.

## Leben
Die in Ryki im Südosten Polens 1972 geborene Künstlerin hat von 1993 bis 1998 an der Kunstakademie studiert und dieses mit dem Magister Artium abgeschlossen. Von 1999 bis 2000 ging sie zu postgraduate studies an die renommierte Amsterdamer Rijksakademie. Nach Ablauf der Akademiezeit in Amsterdam kehrte sie nach Polen zurück und lebt und arbeitet in Warschau, wo sich seit Ende der 1980er Jahre eine aktive und lebendige, weit beachtete Kunstszene herausgebildet hatte. In Amsterdam hatte Sosnowska im Jahr 2000 ihre erste Ausstellung. 2004 erhielt sie die Einladung in der Galerie The Modern Institute in Glasgow eine große Installation aufzubauen. Seither ist ihre Arbeit regelmäßig in Gruppen- und in Einzelausstellungen in Europa und Amerika präsent.

## Werk

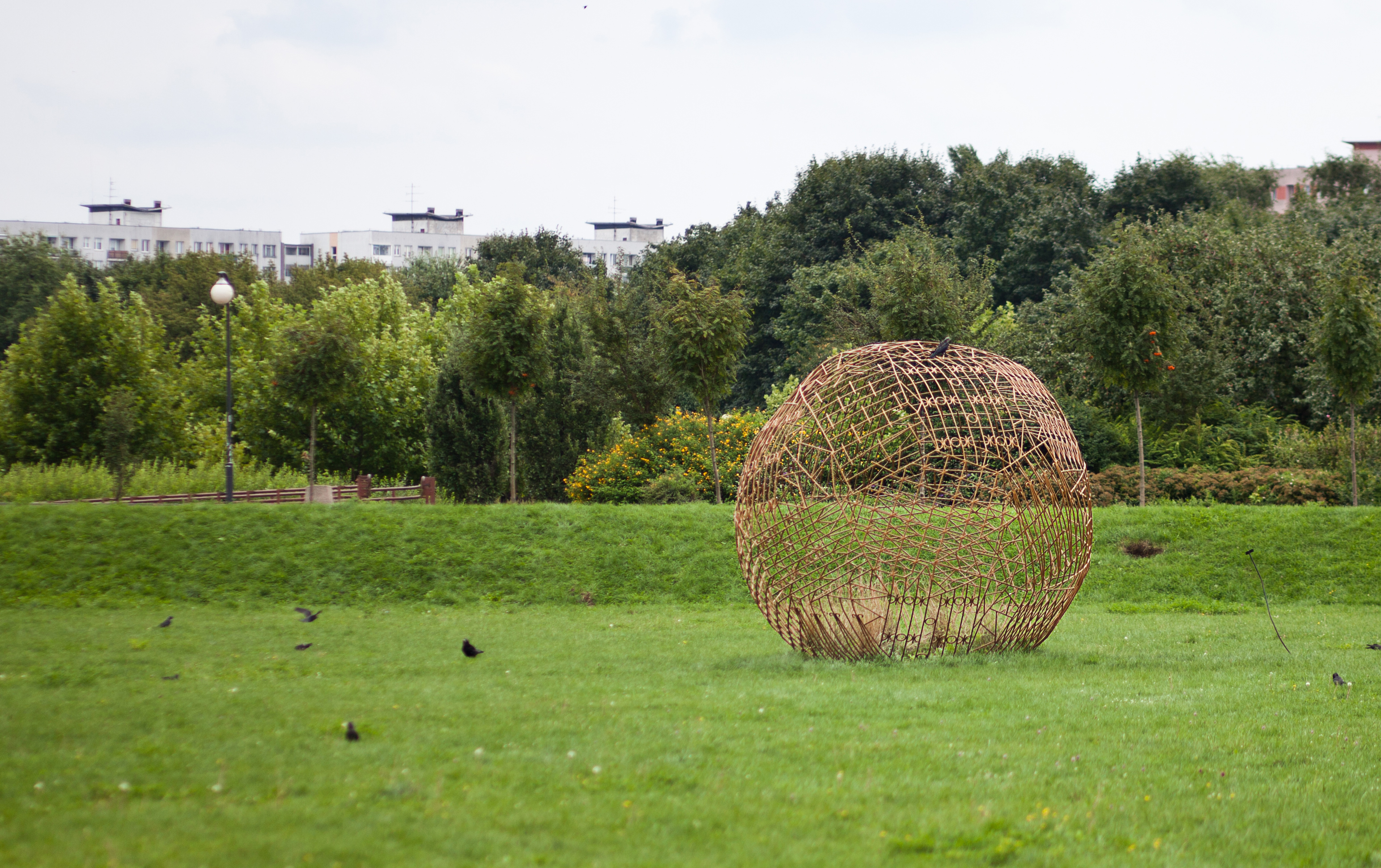
Monika Sosnowska, Krata (Gitter), 2009

Aufsehen erregte Sosnowska mit der Ausstellung, im  Sommer 2007 an der Biennale von Venedig im Polnischen Pavillon installiert hatte. Der weiße Ausstellungsraum des Pavillon wurde fast vollständig von einem schwarzen Eisengebilde ausgefüllt, welches an ein deformiertes Gerüst erinnert auf das enorme Kräfte eingewirkt haben. 2004 füllte sie die Räume der Londoner Serpentine Gallery mit einer begehbaren Raumgebilde. Auf dem Londoner Primrose Hill ließ sie das, wie vom Wind zerzauste „Wind-House“ errichten. Mit einem kantigen ockerfarbenen Lindwurm ist sie in der Sammlung Boros vertreten. Im Wiener Sigmund-Freud-Museum überraschte sie mit einem expressionistisch verzerrten weisen Raumgebilde „The Tired Room“ aus schiefen Wänden abschüssigem Boden und spitzen Winkeln, welche an eine expressionistische Skulptur erinnern. Eine Architektur der Verunsicherung. Die Künstlerin arbeitet dabei  mit  Raumgebilden die den äußeren Raum zum Innern werden lassen. Ihre Werke greifen in die architektonische Wirklichkeit ein: beunruhigende Deformationen lösen Verwirrung in der sinnlichen und geistigen Wahrnehmung des Betrachters aus. Die Künstlerin baut ihre Modelle im Atelier und lässt sie dann von Handwerkern umsetzen. Nach der Ausstellung werden die Raumstrukturen abgebaut und meist vernichtet. Sammler können sich die Rechte zum Nachbauen sichern.

## Arbeiten in öffentlichen Sammlungen
- Sammlung Christian Boros Berlin

## Einzel- und Gruppenausstellungen
| - 2025 Monika Sosnowska, Saarlandmuseum - Moderne Galerie, Saarbrücken - 2013 Gute Aussichten. Zoom, Gruppenausstellung im MARTa Herford (Lippold-Galerie) - 2008 Schaulager Basel - 2008 Der große Wurf-Faltungen in der Gegenwartskunst, Haus Lange, Kaiser-Wilhelm Museum, Krefeld - 2008 So ist es und anders, Museum Abteiberg, Mönchengladbach - 2007 Bodycheck, 10. Triennale Kleinplastik, Fellbach - 2007 Marcel Maeyer, Birgit Brenner, Monika Sosnowska, Museum Dhondt-Dhaenens, Deurle, Belgien - 2007 1:1, The Polish Pavilion, 52nd Venice Biennale, Venedig - 2007 Loop, Kunstmuseum Liechtenstein, Vaduz - 2007 STAY FOREVER AND EVER AND EVER, South London Gallery, London - 2006 Ideal City - Invisible Cities, Zamoœæ, Poland; Potsdam, Germany - 2006 Phantom, Charlottenborg Museum, Kopenhagen - 2006 ARS 06 – Sense of the Real, Kiasma Museum, Helsinki - 2006 Satellite of Love, Witte de With, Rotterdam - 2006 At the Very Center of Attention, Centre for Contemporary Art, Warschau - 2006 Projects 83: Monika Sosnowska, MoMA, New York - 2006 Interventions 41, Sprengel Museum, Hannover - 2006 The Corridor, (site-specific installation for Laboratorio 987), Museo de Arte Contemporáneo de Castilla y León, MUSAC, León, Spain - 2005 The Tired Room, The Sigmund Freud Museum, Wien - 2005 OPA, (with Kurimanzutto), Guadalajara, Mexico - 2005 Only Make Believe: Ways of Playing, Compton Verney Museum, Compton Verney, UK - 2005 Il Teatro dell’Arte and Luna Park. Arte Fantastica, Villa Manin Centro d’Arte Contemporanea, Passariano, Italien - 2005 Glasgow International, Sculpture Studios, Glasgow - 2004 Den Haag Sculptuur, The Hague - 2004 Who if Not We…? Cordially Invited, BAK, Utrecht - 2004 The Modern Institute, Glasgow - 2004 De Appel, Amsterdam | - 2004 Künstlerhaus Bethanien, Berlin - 2003 Art Focus 4, International Biennial of Contemporary Art, Israel Museum, Jerusalem - 2003 Re: Location 6, Villa Arson, Nice; Centrum Sztuki Wspóczesnej, Gdańsk, Polen - 2003 Contemporary Art for all Children, Zachêta Gallery of Art, Warschau 2003 Splendor Geometrik, Gallery Gisela Capitain, Köln - 2003 Poetic Justice, 8th International Istanbul Biennale, Istanbul, Türkei 2003 Hidden in a Daylight, Hotel Pod Jeleniem, Cieszyn, Warschau - 2003 Bewitched Bothered and Bewildered: Spatial Emotion in Contemporary Art and Architecture, Migros Museum für Gegenwartskunst, Zürich; - 2003 Contemporary Art, Gdańsk - 2003 Contemporary Art for All Children, Zachêta National Gallery of Art, Warschau - 2003 Views 2003 – Deutsche Bank Cultural Foundation Award, Zachêta National Gallery of Art, Warschau - 2003 Clandestine, 50th Venice Biennale, Venedig - 2003 Architectures of Gender: Contemporary Women’s Art in Polen, Sculpture Center, New York; National Museum, Warschau - 2003 S-AIR Show 2, Intercross Creative Centre, Sapporo - 2002 In Capital Letters, Kunsthalle Basel, Basel - 2002 Manifesta 4 – European Biennial of Contemporary Art, Frankfurt - 2002 Project 1. Pause: Conception, 4th Kwangju Biennale, Kwangju, Korea 2002 Fair, Royal College of Art, London - 2002 POLACOS - New Art of Poland, Capella de l’Antic Hospital de Santa Creu, Barcelona - 2001 LiWarschauttle Alice, Laboratorium, Centrum Sztuki, Center for Contemporary Art Ujazdowski Castle, - 2001 Oikos, Museum im. Wyczókowskiego, Bydgoszcz, Polen - 2001 Painters' Competition, Galeria Bielska, Bielsko-Biała, Polen 2001 1st Tirana Biennale, Tirana, Albania - 2000 Painted Image Limited, Outline, Amsterdam - 2000 Escape, Centre de Solai, Bamako, Mali - 2000 The Additional Illumination, Rijksakademie, Amsterdam - 1999 The Shift, Rijksakademie, Amsterdam - 1999 Double Reality, Rijksakademie, Amsterdam |

| Personendaten    | Personendaten        |
| ---------------- | -------------------- |
| NAME             | Sosnowska, Monika    |
| KURZBESCHREIBUNG | polnische Künstlerin |
| GEBURTSDATUM     | 1972                 |
| GEBURTSORT       | Ryki, Polen          |